# آواش میانه
آواش میانه (انگلیسی: Middle Awash) منطقه تحقیقاتی دیرین‌مردم‌شناسی در گوشه شمال‌غربی منطقه اداری ۳ (عفر) در منطقه عفار اتیوپی، در کنار رود آواش در فروچاله عفار است. این منطقه یک آزمایشگاه طبیعی منحصر به فرد برای مطالعه منشأ و تکامل انسان است و تعدادی از فسیل‌های ابتدایی‌ترین انسان‌تباران، به ویژه از گونه «جنوبی‌کپی‌آسا»، و همچنین برخی از قدیمی‌ترین سنگ‌های دست‌ساخته الڈوایی که تاکنون شناخته شده‌اند، در این منطقه یافت شده است. این آثار مربوط به اواخر دوره میوسن، پلیوسن و اوایل دوره پلیستوسن هستند، یعنی حدود ۵٫۶ میلیون سال پیش تا ۲٫۵ میلیون سال پیش.
این باور عمومی وجود دارد که انشعاب شاخه‌های ابتدایی انسان‌ها و شامپانزه‌ها در ابتدای این بازه زمانی رخ داده است، یا در حدود ۷ تا ۵ میلیون سال پیش. با این حال، جامعه علمی تخمین‌های مختلفی برای دوره‌های انشعاب ارائه می‌دهد که بازه‌های گسترده‌تری برای این رویداد مطرح می‌کنند، که به بررسی «آخرین نیای مشترک انسان و شامپانزه» اشاره دارد.
یک کشف اخیر از فسیل «جنوبی‌کپی انامی» به حدود ۴٫۲ میلیون سال پیش تاریخ‌گذاری شده است که تنها ۲۰۰٬۰۰۰ سال از فسیل قبلی «آردی‌کپی» که به ۴٫۴ میلیون سال پیش تعلق دارد فاصله دارد. فسیل‌های «جنوبی‌کپی گارهی» به اوایل دوره پلیستوسن، یا ۲٫۵ میلیون سال پیش تاریخ‌گذاری شده‌اند؛ فسیل‌های «انسان راست‌قامت» در بخش «داکاهیلوی» در سایت (با تاریخ‌گذاری ۱ میلیون سال پیش) و «انسان خردمند ایدالت» (با تاریخ‌گذاری ۱۶۰ هزار سال پیش) در دوره میانه و اواخر پلیستوسن یافت شده‌اند. همچنین بقایای رس‌های پخته‌شده توسط آتش، که به عنوان شواهد استفاده کنترل‌شده از آتش مورد مناقشه قرار گرفته‌اند، در همان دوره‌های بعدی یافت شده‌اند.
رسوب‌های موجود در سایت در ابتدا در دریاچه‌ها یا رودخانه‌ها ته‌نشین شده‌اند و کربنات‌های یافت‌شده در آنجا دارای نسبت‌های پایین ایزوتوپ‌های کربن هستند. این اطلاعات نشان می‌دهند که محیط آواش میانه در اواخر میوسن مرطوب بوده است و این منطقه که امروزه خشک است، در آن زمان میزبان جنگل‌های درختی یا زیستگاه‌های علفزار بوده است. بقایای فسیلی دیگر مهره‌داران یافت‌شده همراه با انسان‌تباران، از جمله موش نیزار، مزید بر این است که چنین محیطی را پیشنهاد می‌دهند. این منطقه شاهد آتشفشان‌های دوره‌ای بوده است که احتمالاً مناطق بوم‌شناسی متمایزی را ایجاد کرده‌اند که توسط گونه‌های مختلف جانوران مهره‌دار اشغال شده بودند.

## فسیل‌ها
فسیل‌های مهم انسان‌تباران که در آواش میانه یافت شده‌اند شامل موارد زیر هستند:
- آردی‌کپی کادابا
- آردی‌کپی رامید
- جنوبی‌کپی عفاری
- جنوبی‌کپی گارهی
- جنوبی‌کپی انامی
- انسان راست‌قامت
- انسان خردمند ایدالتو